# John Owiti
John Owiti (* 1942) ist ein ehemaliger kenianischer Leichtathlet, der sich auf den Sprint spezialisiert hat. Seinen größten Erfolg feierte er mit dem Gewinn der Silbermedaille über 100 Meter bei den Afrikaspielen 1965 in Brazzaville.

## Sportliche Laufbahn
Erste internationale Erfahrungen sammelte John Owiti vermutlich im Jahr 1962, als er bei den British Empire and Commonwealth Games in Perth mit 10,2 s in der zweiten Runde über 100 yards ausschied und über 220 yards mit 22,4 s ebenfalls in der zweiten Runde ausschied. 1964 nahm er an den Olympischen Sommerspielen in Tokio und schied dort mit 10,6 s im Viertelfinale im 100-Meter-Lauf aus. Im Jahr darauf gewann er bei den erstmals ausgetragenen Afrikaspielen in Brazzaville in 10,5 s die Silbermedaille über 100 Meter hinter dem Ivorer Gaoussou Koné. 1966 schied er bei den British Empire and Commonwealth Games in Kingston mit 9,8 s im Halbfinale über 100 yards aus und über 220 yards schied er mit 21,9 s ebenfalls im Semifinale aus.

## Persönliche Bestzeiten
- 100 Meter: 10,28 s (+0,1 m/s), 4. Oktober 1990 in Kairo
- 200 Meter: 20,43 s (+0,9 m/s), 26. August 1991 in Tokio